# Sphenoptera amabilis
Sphenoptera amabilis es una especie de escarabajo del género Sphenoptera, familia Buprestidae. Fue descrita científicamente por Kerremans en 1919.

## Distribución
Habita en la región afrotropical.